# New York State Route 2
New York State Route 2 is een state highway in de Amerikaanse staat New York. Het traject van de route strekt zich uit over een afstand van 49,7 km door de Albany- en Rensselaer County.
De weg begint op een knooppunt met de Interstate 87 en de New York State Route 7 in het dorp Colonie nabij de stad Latham tot in de buurt van Petersburgh, waar ze vanaf Williamstown verder gaat naar de stad Boston als Massachusetts Route 2. De route loopt door de steden Watervliet en Troy in de Albany County, waar ze aansluit op respectievelijk de New York State Route 32 en de US Route 4.